# Lion Heart FC
Der Lion Heart Football Club ist ein Fußballverein, der auf den Britischen Jungferninseln in der BVIFA National Football League spielt. Der Sitz des Vereins ist in Tortola und erreichte 2023/24 den fünften Platz.

## Geschichte
Lion Heart nahm 2019/20 erstmals an der BVIFA National Football League teil und wurde in ihrer ersten Saison Tabellensechster mit 25 Punkten aus 19 gespielten Spielen. Im Terry Evans Cup 2019 gewann der Verein mit 4:0 gegen Sea Argo FC und in der 2. Runde die Panthers mit 1:0. Lion Heart stand im Halbfinale, scheiterte jedoch 6:1 gegen den späteren Turniersieger den Wolues FC. 2021 erreichte die Löwen den vierten Platz und qualifizierten sich für die „Super Six“, heute als Presidents Cup bekannt. In der Gruppenphase wurde man zweiter und berechtigte sich für das Championship Finale. Das erste Finale am 27. Juni 2021 spielte Lion Heart gegen Sugar Boys FC mit 3:3 und gewann das Elfmeterschießen mit 5:4. Jedoch gab es noch ein zweites Finale, was am 5. September mit 0:2 verloren wurde. 2021/22 wurde der Verein nur Achter, das historisch schlechteste Platzierung der Löwen. 2023/24 erreichte Lion Heart den fünften Platz und qualifizierte sich dadurch nicht für den Presidents Cup 2024.

## Stadion
Die Heimspielstätte des Vereins ist die A. O. Shirley Recreation Ground mit einer Kapazität von 1000 Zuschauern. Alternativ wird im East End Stadium in Parham Town gespielt.